# Krasawino-2
Krasawino-2 (ros. Красавино-2) – wieś w Rosji, w rejonie kiczmiengsko-gorodieckim obwodu wołogodzkiego. W 2002 r. liczyła 39 mieszkańców, a w 2010 r. była niezamieszkana.